# Casa Rustici
Casa Rustici è un edificio residenziale multipiano di Milano.
Costruita dal 1933 al 1935 su progetto di Pietro Lingeri e Giuseppe Terragni, costituisce uno degli esempi più rilevanti di architettura razionalista del capoluogo lombardo.
Il fronte del palazzo si trova a corso Sempione 36 e fa angolo con le vie Mussi e Procaccini.

## Storia
Nei primi anni trenta del XX secolo, in seguito alla rimozione delle due linee ferroviarie che tagliavano il corso Sempione, il quartiere circostante fu interessato da un forte sviluppo edilizio, con la costruzione di edifici residenziali di pregio.
In un lotto adiacente all'ex ferrovia per Mortara, il proprietario, Vittorio Rustici, decise inizialmente di far erigere per se stesso una villa a due piani, ma in seguito, per ragioni economiche, si orientò verso un edificio ad appartamenti, riservando per sé il piano attico.
Del progetto venne incaricato l'architetto Pietro Lingeri, conosciuto dal Rustici presso la galleria d'arte "Il Milione" frequentata da entrambi. Lingeri aveva aperto da poco uno studio con il giovane architetto comasco Giuseppe Terragni, ed entrambi stavano curando la progettazione di altri edifici residenziali a Milano.
I lavori di costruzione della casa Rustici ebbero inizio nel 1933 e si conclusero nel 1935.
Nel 1988 l'edificio venne sottoposto a vincolo, in considerazione della sua importanza architettonica.

## Caratteristiche
L'edificio occupa un lotto di forma trapezoidale, occupata da due corpi di fabbrica, di cui quello meridionale a pianta rettangolare, e quello settentrionale a pianta a "T" per adattarsi all'andamento obliquo dell'ex sedime ferroviario (poi via Mussi).
I due corpi, separati dal cortile interno, sono collegati da una serie di balconate sospese, che hanno la funzione di ricomporre l'unità architettonica dell'edificio, ma anche di chiudere, almeno in parte, l'apertura sul cortile, all'epoca non consentita dal regolamento edilizio vigente.
L'edificio, con un volume complessivo di 19 550 m³, conta sei piani più il terreno; di questi, quelli fra il primo e il quinto sono occupati da appartamenti signorili dati in affitto, mentre al piano attico è posta la villa di Vittorio Rustici, proprietario dell'intero immobile, arretrata dal filo stradale e divisa in due parti congiunte da una passerella coperta sospesa. Al piano seminterrato vi sono uffici e autorimesse.
La struttura dell'edificio è a pilastri di calcestruzzo armato, con muri di riempimento in Ital-pomice, intonacati o rivestiti di marmi pregiati.
Insieme alla "Ca' Brutta" di Muzio e alla casa della Meridiana di de Finetti, la casa Rustici fu una delle poche costruzioni dell'epoca a reinterpretare secondo nuovi schemi il rapporto fra il lotto e il volume costruito; tale innovazione fu guardata con sospetto dalla burocrazia comunale, che respinse il progetto per ben nove volte, ritardandone la costruzione.